# Little Angels of Luck
Little Angels of Luck è un cortometraggio del 1910 diretto da David W. Griffith.

## Produzione
Prodotto dalla Biograph Company.

## Distribuzione
Distribuito dalla Biograph Company, il film - un cortometraggio di una bobina - uscì nelle sale cinematografiche statunitensi l'8 settembre 1910.